# آلة تعمية من النوع ب

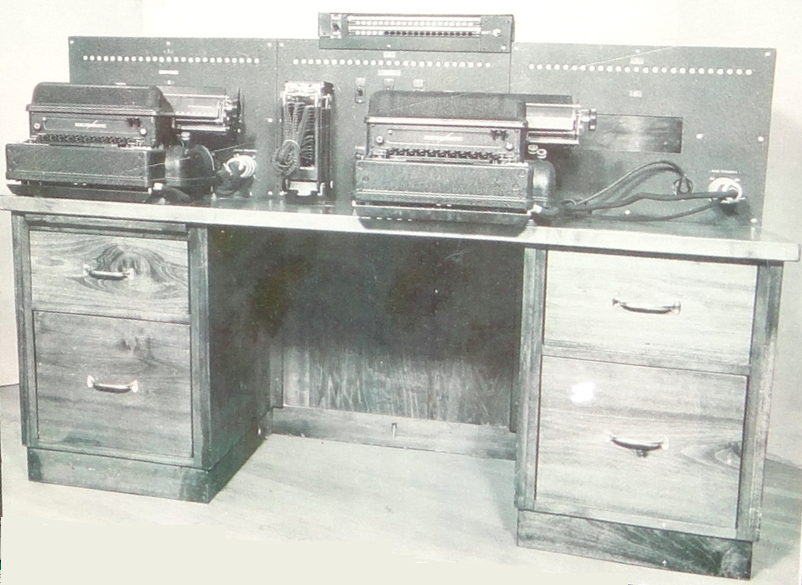
نموذج مناظر بناه الجيش الأمريكي لآلة التعمية من الفئة ب

خلال تاريخ التعمية، كانت«الآلة الكاتبة بنظام 97 بالأحرف الأوربية» أو «آلة التعمية من النوع ب» وأطلقت عليها الولايات المتحدة الاسم الرمزي بوربل، آلة التعمية استخدمتها وزارة الخارجية اليابانية منذ شباط 1939 حتى نهاية الحرب العالمية الثانية. وكانت جهازًا ميكانيكيًّا كهربائيًا يستخدم مفاتيح تدرجية لتعمية أكثر التعاملات الدبلوماسية حساسية. وجميع الرسائل كانت تكتب بالأبجدية الإنكليزية ذات الست والعشرين حرفا، التي كانت تستخدم في الرسائل البرقية، وكان لابد لأي نص ياباني من إعادة كتابته بأحرف إنكليزية أو تعميته؛ وكانت الحروف الستة والعشرين تفصل باستخدام لوحة صمامات إلى مجموعتين، إحداهما 6 والأخرى 20 حرفا بالترتيب. وكانت الحروف في مجموعة الستة أحرف تخلط باستخدام جدول استبدال 6×25، بينما الأحرف في مجموعة العشرين حرفا كانت تخلط بشكل أشمل باستخدام ثلاثة جداول استبدال 20×25 متعاقبة.
وكان التقسيم إلى ستات وعشرينيات معروفا لدى العاملين بالتعمية لدى استخبارات الإشارة التابعة للجيش الأمريكي من خلال آلة التعمية اليابانية النوع أ السابقة، ومكنتهم من إجراء تقدم باكر بخصوص الجزء المعمى من الرسائل بمجموعات الستة، أما التعمية باستخدام العشرينيات فقد أثبت أنه أكثر صعوبة، لكن اكتشافا جديدا في أيلول عام 1940 سمح للعاملين بالتعمي في الجيش ببناء آلة تنسخ سلوك (كانت نظيرا) الآلات اليابانية، رغم أن لا أحد في الولايات المتحدة لديه وصف عن أي منها.
حلت آلة التعمية ذات الاسم الرمزي بوربل مكان الآلة من النمط أ المسماة رمزيا «ريد» التي استخدمت سابقا من قبل وزارة الخارجية اليابانية. كما استخدم اليابانيون أيضا المفاتيح التدرجية في أنظمتها، واسمها الرمزي «كورال» و «جاد» ولم تقسم بها الأبجدية، وسمى الجيش الأمريكي عملية استخراج المُعمَّى هذه الآلة باسم ماجيك (السحر).

## تطوير آلات التعمية اليابانية

### نظرة عامة
لم تتعاون البحرية الإمبراطورية اليابانية مع الجيش في تطوير آلات التعمية قبل الحرب، وقلة التعاون هذه استمرت حتى الحرب العالمية الثانية. فقد آمنت البحرية أن آلة بوربل كان صعبا جدا اختراقها فلم تراجعها لتحسين أمانها، ويبدو أن هذا كان بناء على نصيحة رياضي يدعى تيجي تاكاجي الذي كان ينقصه خلفية معرفية في تحليل الشيفرات. وقد زودت البحرية وزارة الشؤون الخارجية بالآلتين ريد وبوربل، ولم يلاحظ أحد من السلطات اليابانية أي نقطة ضعف في كليهما.
ومباشرة قبل نهاية الحرب، حذر الجيش البحرية من نقاط ضعف في بوربل لكن البحرية فشلت بالعمل على الآلة.
طور الجيش آلات التعمية الخاصة به على ذات المبدأ التي عملت عليه آلة إينيغما وهي 92-shiki injiki و 97-shiki injiki و 1-shiki 1-go injiki  من العام 1932 حتى عام 1941. وقد وجد الجيش أن هذه الآلات أقل أمنا من تصميم آلة البحرية بوربل، فقل استخدام آلتي تعمية الجيش هاتان.

### نموذج أولي للآلة ريد
اخترقت الاتصالات الدبلوماسية اليابانية خلال المفاوضات من أجل معاهدة واشنطن البحرية من قبل الغرفة السوداء الأمريكية عام 1922، وعندما ذاع الخبر، نشأ ضغط كبير لتطوير أمنهم. وعلى أي حال خططت البحرية اليابانية لتطوير آلة التعمية الأولى بعد معاهدة لندن البحرية؛ وقد أشرف على العمل النقيب البحري الياباني ريسابورو إتو من الفرع 10 (الشيفرة والرموز) التابع لإدارة هيئة الأركان البحرية اليابانية العامة.
وكان تطوير الآلة مسؤولية معهد البحرية اليابانية للتكنلوجيا، قسم البحوث الكهربائية، الفرع 6. وفي عام 1928 طور المصمم الرئيسي كازو تانابي والقائد البحري جينيشيرو كاكيموتو نموذجا أوليا للآلة ريد «آلة التعمية الكاتبة بالحرف الروماني».
واعتمد النموذج الأولي على مبدأ آلة تعمية «كرايها»، واحتوت على لوحة صمامات واستخدمتها البحرية اليابانية ووزارة الشؤون الخارجية في المفاوضات من أجل معاهدة لندن البحرية 1930.

### الآلة ريد
اكتمل النموذج الأولي للآلة باسم «الآلة الكاتبة نوع 91» عام 1931، وقد كان العام 1931 يوافق العام 2591 في التقويم الامبراطوري الياباني، وبهذا وضعت السابقة 91-shiki من العام الذي طورت فيه.
واستخدم النموذج 91 بالحرف الروماني أيضا وزارة الشؤون الخارجية باسم «آلة التعمية من النوع أ»، بالاسم الرمزي «ريد» الذي أطلقه عليه محللي الشيفرة في الولايات المتحدة.
لم تكن الآلة ريد يعتمد عليها مالم تمحى الاتصالات في مفتاحها نصف الدوار يوميا. كما أنها تُعمِّي الصوتيات AEIOUY والسواكن بشكل منفصل، ربما لتقليل تكلفة التراسل البرقي، وكانت هذه نقطة ضعف كبيرة. واستخدمت البحرية أيضا النموذج 91 باحرف «كانا» (يابانية) في قواعدها وعلى سفنها.

### آلة بوربل
في عام 1937، أكمل اليابانيون الجيل التالي «الآلة الكاتبة النوع 79»، وكانت آلة وزارة الشؤون الخارجية «آلة التعمية من النوع ب» ذات الاسم الرمزي بوربل الذي أطلقه محللو الشيفرة الأمريكيين عليها.
كان المصمم الرئيسي لبوربل كازو تانابي، وكان مهندسوه ماساجي ياماموتو وإيكيشي سوزوكي. اقترح سوزوكي استخدام المفاتيح المتدرجة بدلا من المفتاح نصف الدوار الذي تزيد مشاكله.
كانت بوربل بكل وضوح أكثر أمانا من ريد، لكن البحرية لم تعرف بأن ريد قد اخترقت قبلا، وقد أخذت بوربل نقاط ضعف من سلفها ريد وذلك بأن الحروف الستة تُعمَّى منفصلة. واختلفت عن ريد بأن مجموعة الأحرف تغير وتعلن كل 9 أيام، بينما كانت في ريد ثابتة دوما كالأحرف اللاتينية a, e, i, o, u, y. وبهذا تمكنت إدارة استخبارات الإشارة التابعة للجيش الأمريكي من اختراق آلة التعمية التي استخدمت الأحرف الستة قبل أن تتمكن من اختراق الآلة التي تستخدم العشرين حرفا الأخرى.

## الترتيب التدرجي
في المراحل ثنائية التوجه، تمر الإشارات عبر كل مرحلة بالاتجاه الأول للتعمية وبالاتجاه المعاكس لفك التعمية، بعكس آلة التعمية الألمانية إنجما التي كان فيها ترتيب المراحل ثابتا ولم يكن هناك عاكس. وبكل الأحوال يمكن تغيير التنظيم التدرجي.
تخطو مفاتيح الستات موقعا واحدا لكل حرف يُعمَّى أو تفك تعميته، وكانت حركة المفاتيح في مراحل العشرينات أكثر تعقيدا؛ وقد صممت المراحل الثلاثة لتخطو بسرعة أو بوسطية أو ببطء. وكان هناك 6 طرق مختلفة لأداء هذه الوظيفة، وكان الخيار يحدد عن طريق عدد متضمن في بداية كل رسالة يدعى مؤشر الرسالة. وقد طورت الولايات المتحدة آلة نظيرة لديها مفتاح له 6 مواقع لأداء الوظيفة، انظر إلى الصورة. كما حدد مؤشر الصورة أيضا المواقع الأولية لمفاتيح العشرينات. وكان المؤشر مختلفا في كل رسالة أو في كل جزء منها، عندما كانت ترسل رسائل عديدة الأقسام، وكان الجزء الرئيسي من المفتاح وترتيب لوحة صمامات الأحرف تغير يوميا.
وكان يتحكم في تدرج مفتاح العشرينات بجزء منه مفتاح الستات، وتحديدا واحد من المفاتيح الثلاثة يخطو لكل حرف، ويخطو المفتاح السريع لكل حرف عدا عندما يكون مفتاح الستات في موقعه الخامس والعشرين، عندها يخطو المفتاح وسطي السرعة مالم يكن أيضا في موقعه الخامس والعشرين وفي هذه الحالة يخطو المفتاح البطيء.